# Pau Víctor
Pau Víctor Delgado (* 26. November 2001 in Sant Cugat del Vallès) ist ein spanischer Fußballspieler, der als Stürmer und Flügelspieler für Sporting Braga in der Primeira Liga spielt.

## Karriere
Der in Sant Cugat del Vallès in der Provinz Barcelona geborene Víctor begann seine Karriere beim Junior Futbol Club in seiner Heimatstadt und wechselte 2018 nach einer Zwischenstation bei CE Sabadell zur Jugendabteilung des FC Girona. Am 20. Juli 2020 gab er sein Profidebüt, als er bei der 0:2-Auswärtsniederlage in der Segunda División gegen AD Alcorcón eingewechselt wurde, noch bevor er erstmals in der Reserve spielte. In der Saison 2020/21 wechselte Víctor zwischen der ersten und der Reserve-Mannschaft hin und her. Am 13. Dezember 2020 erzielte er sein erstes Tor in der B-Mannschaft bei einem Doppelpack beim 3:1-Heimsieg in der fünftklassigen Tercera División gegen FE Grama. In der Saison 2021/22 spielte er ausschließlich für die B-Mannschaft und wurde mit acht Toren bester Torschütze der Mannschaft.
Am 29. August 2022 schloss sich Víctor für ein Jahr an seinem alten Jugendverein CE Sabadell in die drittklassige Primera Federación aus Leihbasis an, wo er mit sieben Toren und sechs Vorlagen zum Ligaverbleib beitrug. Am 17. August 2023 verlängerte Víctor seinen Vertrag bei Girona bis 2025 und trat dem FC Barcelona auf Leihbasis bei, wo er dem B-Team Barcelona Atlètic, ebenfalls in der dritten Liga spielend, zugeteilt wurde. In der B-Mannschaft hatte Víctor die beste Saison seiner bisherigen Karriere, wobei er mit seinem Team in den Play-offs knapp den Aufstieg in die Segunda División verpasste und mit 18 Toren (plus zwei weiteren in den Play-offs) Torschützenkönig wurde. 
Am 24. Juli 2024 unterschrieb Víctor nach seinen guten Leistungen in der B-Mannschaft bei Barca einen Vertrag bis 2029 und wurde in den Kader der ersten Mannschaft für die Saison 2024/25 unter Trainer Hansi Flick aufgenommen. Sein Debüt in La Liga gab er am 17. August, als er beim 2:1-Auswärtssieg beim FC Valencia Lamine Yamal ersetzte. Am 28. September 2024 folgte das erste Tor bei einer 2:4-Auswärtsniederlage bei CA Osasuna. Nach einer Halbserie als Rotationsspieler konnte der FC Barcelona Víctor gemeinsam mit Dani Olmo wegen Finanzprobleme zuerst nicht registrieren. Am 8. Januar 2025 genehmigte der Consejo Superior de Deportes die Registrierung von Dani Olmo und Pau Víctor. Am 25. Juli 2025 gab der portugiesische Erstligist Sporting Braga bekannt, Víctor für eine Summe von 12 Millionen Euro verpflichtet zu haben.

## Titel
- Spanischer Meister: 2025
- Spanischer Pokalsieger: 2025